# قناة فلسطين اليوم
قناة فلسطين اليوم  هي قناة تلفزيونية فضائية عربية، مرخصة في لندن، انطلقت عام 2009 وتهتم بقضية فلسطين بأبعادها الوطنية والعربية والإسلامية والإنسانية.

## تأسيس
انطلقت القناة عام 2009 في لندن وانتقلت إلى بيروت، وتضم 150 موظفًا ومكاتب في فلسطين وخارجها ويعمل لصالحها 20 مراسلًا، تبث باللغة العربية على مدار 24 ساعة. وتعود ملكيتها لرجال أعمال وإعلام عرب وفلسطينيين، وتبث باللغة العربية على مدار 24 ساعة. تصدرت فضائية فلسطين اليوم المرتبة الأولى فئة الفضائيات المحلية الأعلى مشاهدة في فلسطين بنسبة (11%) في استطلاع أجراه المركز الفلسطيني للبحوث السياسية والمسحية خلال الشهري تشرين الأول/ أكتوبر وتشرين الثاني/ نوفمبر. في عام 2016 اغلق الاحتلال مكاتب القناة العاملة من الضفة الغربية واعتقل 3 من صحفييها وكوادرها وصادر معداتها.

## رؤية القناة
تشير العبارة التعريفية للقناة على صفحتها الرئيسية "فلسطين اليوم... قناة كل فلسطين"، ان القناة هي منبر إعلامي للفلسطينيين جميعًا بكل مكوناتهم وأطيافهم، ومختلف توجهاتهم السياسية. والوطنية.

## استهداف القناة حرب غزة 2023
استشهد المدير الإداري والمالي للقناة في مكتب غزة بتاريخ 17 أكتوبر/ تشرين الأول عام 2023، في مجزرة عائلة بعلوشة حيث استهدفتهم غارة جوية إسرائيلية بمنازلهم بحي الصفطاوي شمالي غزة. واستهدفت الطائرات الحربية الإسرائيلية مكتب القناة وكذلك سيارة البث التابعة لها في 22 كانون الأول/ ديسمبر 2023.

## جوائز
حصد فيلم "أوتار مقطوعة" للمخرج أحمد حسونة جائزة في النقد والتصوير ولجنة التحكيم في مهرجان خريبكة الدولي الذي أقيم في المغرب في عام 2014، وحصدت القناة عام 2023 جائزة أفضل فيلم وثائقي عن فيلم "الحلم المبتور" للمخرج عامر أبو عمر في مهرجان "dxbfis" الدولي والذي أقيم في الإمارات، وفي 17 مايو 2015 حصدت المرتبة الثانية على فئة التقارير الإخبارية في الدورة الـ16 في المهرجان العربي للإذاعة والتلفزيون في تونس.

## الترددات
- نايل سات 10728 أفقي 5/6 ترميز 30000
- عرب سات 10873عمودي 4/3 ترميز 27500

## روابط خارجية
- البث المباشر للقناة